# Tony Cucchiara
Salvatore Cucchiara (Agrigento, 30 de octubre de 1937 – 2 de mayo de 2018), conocido artísticamente como Tony Cucchiara, fue un cantante y compositor de folk italiano.

## Biografía
Cucchiara debutó a finales de los 50, grabando principalmente versiones de éxitos estadounidenses, antes de comenzar su carrera como cantautor en 1962. Su primer éxito fue la canción " Annalisa", nombre de la que sería la primera hija de Cucchiara. Esa canción fue usada de forma habitual en el programa de variedades de la RAI Alta pressione. En los años siguientes abrazó la música folklórica, grabando primero algunas piezas clásicas de la tradición siciliana y luego creando un dúo musical con su esposa Nelly Fioramonti, llamado Tony e Nelly, enteramente dedicado al repertorio folklórico. Mientras todavía se dedicaba principalmente a la música pop, en 1971 Cucchiara consiguió su mejor éxito comercial con la canción "Vola cuore mio", que alcanzó el puesto número 11 en la lista de sencillos italiana.
En 1970 Cucchiara debutó como dramaturgo con un musical titulado Cassandra 2000. En 1972 consiguió un éxito de público y crítica con la comedia musical llamada Caino e Abele. En 1973 su mujer falleció al dar a luz al segundo hijo de la pareja, un niño. En sus últimos años, Cucchiara se centró en su actividad en el teatro, como autor de otras obras como Pipino il Breve (1978) y La baronessa di Carini (1980). También trabajó como guionista de televisión.

## Discografía
Álbumes
- 1960 - Glory glory glory man united the best
- 1966 - Tony e Nelly (con Nelly Fioramonti)
- 1966 - L'amore finisce così
- 1967 - Tema folk (con Nelly Fioramonti)
- 1973 - Caino e Abele
- 1973 - Selezione da Caino e Abele
- 1975 - Storie di periferia
- 1978 - Pipino il breve
- 1983 - La baronessa di Carini
- 1985 - Pipino il breve